# 의성향교
의성향교(義城鄕校)은 대한민국 경상북도 의성군 의성읍에 있는 조선시대의 향교이다. 1982년 2월 24일 경상북도의 유형문화재 제150호로 지정되었다.

## 개요
의성의 향교는 의성읍 도동동 동산(東山) 위에, 오토산(五土山)과 금성산(金城山)이 바라보이는 곳에 위치하고 있다.
《의성현지》(義城縣誌)에 따르면 의성이 문소군이라 불리게 된 시기 초에 현 동쪽 1리 되는 곳에 공자묘(孔子廟)가 있었다고 하여, 당시에는 공자를 비롯한 5성을 제향(祭享)하는 문묘(文廟)의 구실만 한 듯하고 그 위치는 중리동 아사천(衙舍川) 인근이 아닌가 추측되고 있다. 의성의 공자묘는 고려 초 이후 향교의 역할까지 겸했으나 점점 쇠퇴해졌다.
조선 초기에 퇴락한 건물을 다시 지었다. 명 홍치(弘治, 1488-1505) 연간인 성종 때에 의성현령 이종준(李宗準)이 동산으로 이전하였으며, 인종 1년(1545)에 한 차례 증축, 중수하였고, 임진왜란 때 소실되었다.
선조 35년(1602년)에 현령 허민중(許旻重)이 복원하였으며 이 시기에 동서무를 건립하였다. 이듬해인 선조 36년(1603년) 대성전 내 위판(位版) 일부가 없어져 당시 경상감사 이시발이 사건을 조사하였다. 당시 의성향교의 대성전에 모셔져 있던 위판 가운데 대성(공자)의 위판과 술성공, 예국공, 낙국공의 위판은 완전히 소실되었고, 복성공, 종성공, 아성공의 위판은 상 아래에 거꾸로 놓여 있거나 문 밖에 던져져 있기도 하였다. 이 가운데 상 아래에 거꾸로 놓인 것은 특별히 더러워지거나 손상되지 않은 것은 그대로 봉안하고, 없어진 것과 부판이 문 밖에 던져진 것은 모두 새로 위판을 제작하게 하였으며(도국공 위판은 대성전 뒤에 매안되었다) 새로운 위판이 완성된 뒤에 각 위에 대한 위안제를 한꺼번에 설행하게 하였다. 사건의 주범으로 지목되어 안동부에 수감된 김건상은 경차관을 보내 정상을 조사한 뒤 법에 따라 처벌하도록 하였다. 한편 의성현령 장현광은 "성품이 본래 오활하여 관의 업무를 다스리지 못하는 바람에 휘하 아전들이 농간을 부려서 백성들이 그 폐해를 받고 있고, 이로써 영남의 고을 하나가 나날이 조폐해지고 있으니 파직해야 한다"는 사헌부의 탄핵에 의해 파직, 사흘 뒤 심관이 신임 의성현령이 되었다.
현종 11년(1670년)에 현령 이당규(李堂揆)가 향교를 확장하였고, 숙종 7년(1681년)에 대성전을 보수하였다.
영조 21년(1745년)에 대성전과 명륜당이 중건되었으며, 38년(1762년)에 대성전과 광풍루가 중수되었다. 순조 5년(1805년)에는 향교에 딸린 전답을 더 사들이기도 하였다.
철종 2년(1851년) 대성전에 빗물이 새어 연목과 기와를 교체하였다.
고종 8년(1871년)에는 대성전, 명륜당, 광풍루의 서까래와 기와를 교체하고, 단청을 입혔다. 고종 26년(1889)에 대성전을 중수하였으며, 고종 27년(1890)에 감사 민시중(閔蓍重)이 대성전을 확장 중건하였다.
1910년에는 광풍루를 중수하였으며, 1921년에 명륜당을 중건하면서 대성전, 대성전 정문, 서협문, 공수고(供需庫), 서재 등을 보수하고 광풍루에 난간을 덧붙였다. 일제시대에는 전반적으로 향교 기능이 위축된 상태였으나 유림의 노력으로 1930년에는 위토(位土)를 정비하고 향교의 대성전과 명륜당, 광풍루, 담장 및 상탁(床卓)을 개수하였다.
해방 뒤 1950년 6.25 전쟁으로 위판이 소실되었다가 1954년에 복향(復享)하였다. 1968년에 향교 일곽을 보수하였으며, 1971년에 광풍루를 중수하고,
1980년에 대성전을 중수하였다. 1982년에는 명륜당과 광풍루를 보수하였고,
1991년에 서재를 신축하였으며 일곽을 보수하였다. 이후 1992년과 1993년, 1994년, 1997년에 각각 보수하였다.

## 참고 자료
- 의성향교 - 국가유산청 국가유산포털